# Annik Skrivan
Annik Skrivan (* 2. September 1978 in Lausanne) ist eine ehemalige Schweizer Volleyball- und Beachvolleyballspielerin.

## Karriere

### Halle
Skrivan begann ihre Karriere in der Halle 1998 beim VBC Cheseaux. 2001 ging sie nach Österreich und erreichte mit Salzburg den nationalen Pokalfinal. Anschliessend spielte sie jeweils eine Saison bei den französischen Vereinen Istres und Toulon.  2004 kam sie zurück nach Cheseaux, wo sie nach einer Saison zunächst ihre Hallen-Karriere unterbrach, bevor sie von 2007 bis 2009 noch einmal bei diesem Verein antrat.

### Beach
Skrivan spielte 1999 mit Sylvia Gintzburger bei der Weltmeisterschaft in Marseille, kam aber nicht über den letzten Platz hinaus. Zwei Jahre später erreichten die Schweizerinnen, die mittlerweile auch einige Open-Turniere absolviert hatten, als Gruppenzweite die erste Hauptrunde der WM in Klagenfurt, in der sie gegen die Tschechinnen Celbová/Nováková verloren. Bei der Europameisterschaft 2002 unterlagen sie dem norwegischen Duo Håkedal/Tørlen und den Griechinnen Karadassiou/Sfyri. Ab 2004 spielte Skrivan mit Isabelle Forrer. Bei der EM 2005 in Moskau musste sich das Team den Deutschen Banck/Kaup und den Tschechinnen Felbabová/Novotná geschlagen geben.
Danach spielte Skrivan mit Nadine Zumkehr. 2006 wurde sie Dritte der Schweizer Meisterschaft. Bei der WM 2007 schieden Skrivan/Zumkehr ohne Satzgewinn nach der Vorrunde aus. 2008 trat Skrivan nur bei zwei internationalen Turnieren mit Gracie Santana-Bäni. Im folgenden Jahr spielte sie mit Karin Trüssel, ohne vordere Platzierungen zu erreichen.